# Garland, Tennessee
Garland är en ort i Tipton County i Tennessee. Orten har fått sitt namn efter läkaren John C. Garland. Garland hade 310 invånare enligt 2010 års folkräkning.